# ASLAV
ASLAV — бронетранспортер  сімейства LAV II, який використовується австралійською армією. Він був побудований компанією General Dynamics Land Systems Canada і розроблений на базі бойових броньованих машин Корпусу морської піхоти США LAV-25 і бойових броньованих машин Bison канадської армії.

## Особливості конструкції
Особливістю даного бронетранспортера є відсутність башти з озброєнням, але при цьому є спеціальна надбудова над десантним відділенням для збільшення корисного об'єму. Бронювання ASLAV може бути посилено установкою спеціальних пластин, які забезпечують захист від РПГ.

## Варіанти

### ASLAV Type I
- ASLAV-25 (Reconnaissance) – тримісна бойова розвідувальна машина, озброєний 25-мм гарматою M242 Bushmaster та двома 7,62-мм кулеметами MAG 58

### ASLAV Type II
- ASLAV-PC (Personnel Carrier) – двомісний бронетранспортер, озброєний 12,7-мм кулеметом M2HB та додатковим місцем для десанту. На бойовому модулі Protector RWS, що дистанційно керується, можна встановлювати 12,7 мм кулемет або автоматичний гранатомет Mk 19.

- ASLAV-C (Command) — командно-штабна машина, з додатковим зв'язковим та штабним обладнанням, озброєний одним 12,7-мм кулеметом M2HB, незважаючи на це, в Іраку та Афганістані на ASLAV було встановлено бойовий модуль Protector RWS.

- ASLAV-S (Surveillance) - дозорна машина, оснащена тепловізором, лазерним далекоміром, денною камерою та РЛС для спостереження за полем бою RASIT або AMSTAR. Озброєний одним 12,7-мм кулеметом M2HB.

- ASLAV-A (Ambulance) - санітарна машина, оснащена медичним обладнанням та ношами. В ASLAV можна перевезення 3-х лежачих або 6-х поранених. Озброєний одним 12,7-мм кулеметом M2HB.

### ASLAV Type III
- ASLAV-F (Fitter) - ремонтно-відновлювальна машина, оснащена краном HIAB 650 для RAEME. Озброєний одним 7,62 мм кулеметом MAG 58. ASLAV-F з бойовим модулем Protector RWS застосовувалися в Афганістані.

- ASLAV-R (Recovery) — ремонтно-відновлювальна машина для RAEME. ASLAV-R із бойовим модулем Protector RWS застосовувалися в Афганістані.

## Галерея

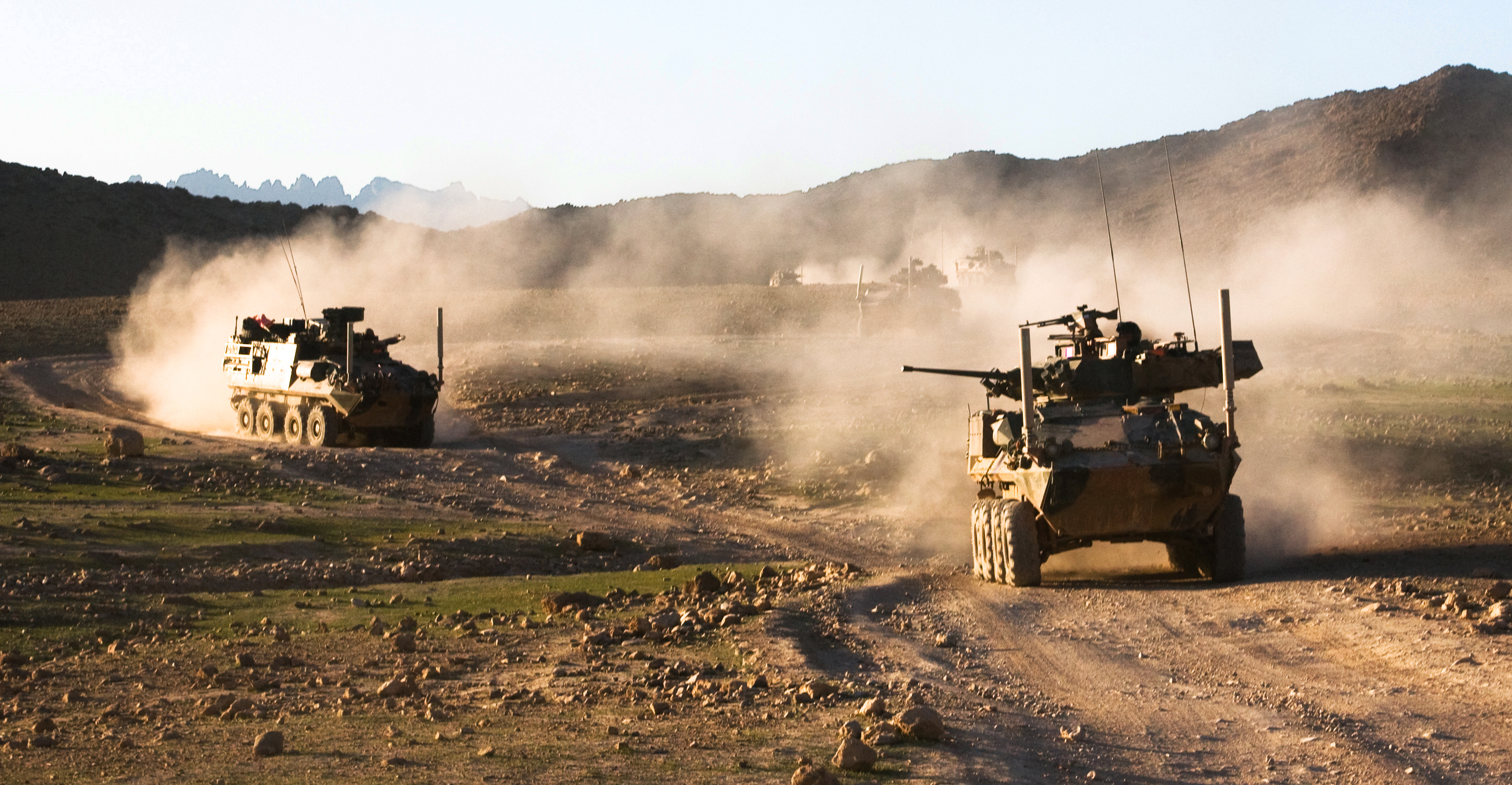
ASLAV-25 і ASLAV-PC

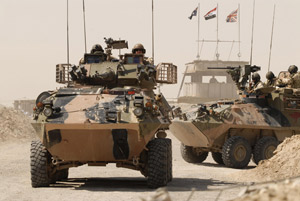
ASLAV в Іраці

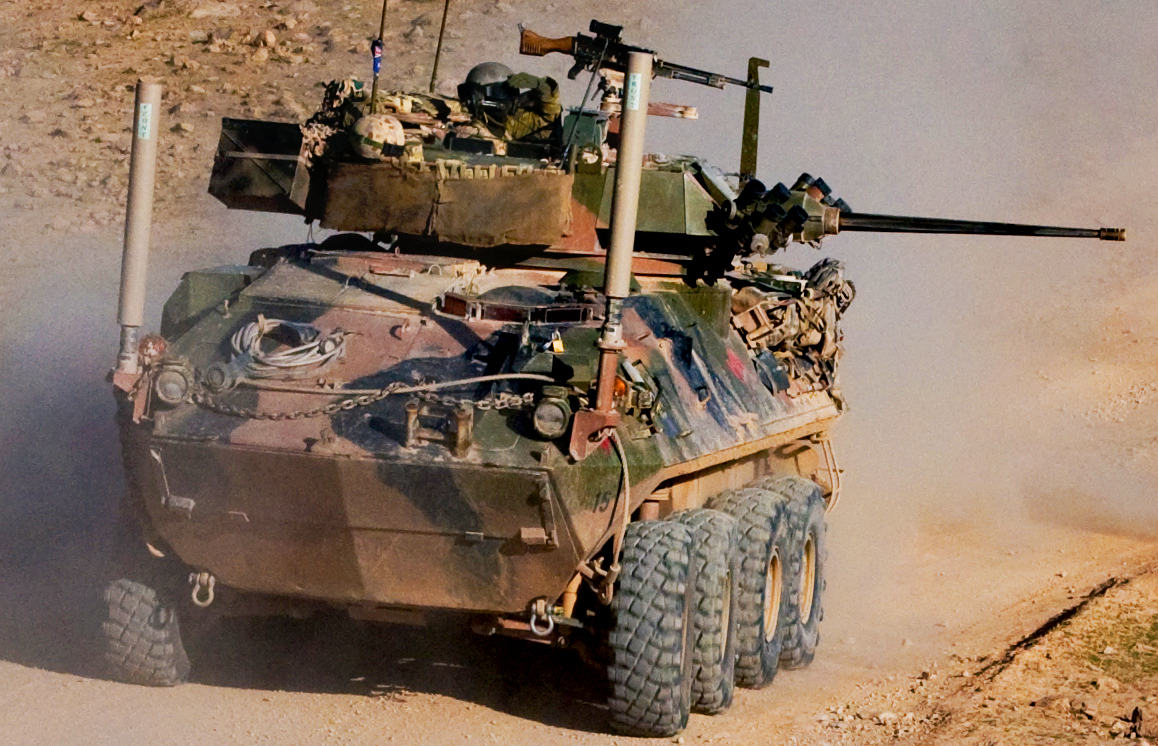
ASLAV-25 в Афганістані